# Hymenodictyon antakaranensis
Hymenodictyon antakaranensis är en måreväxtart som beskrevs av Sylvain G. Razafimandimbison och Birgitta Bremer. Hymenodictyon antakaranensis ingår i släktet Hymenodictyon och familjen måreväxter. Inga underarter finns listade i Catalogue of Life.